# Krzysztof Buzalski

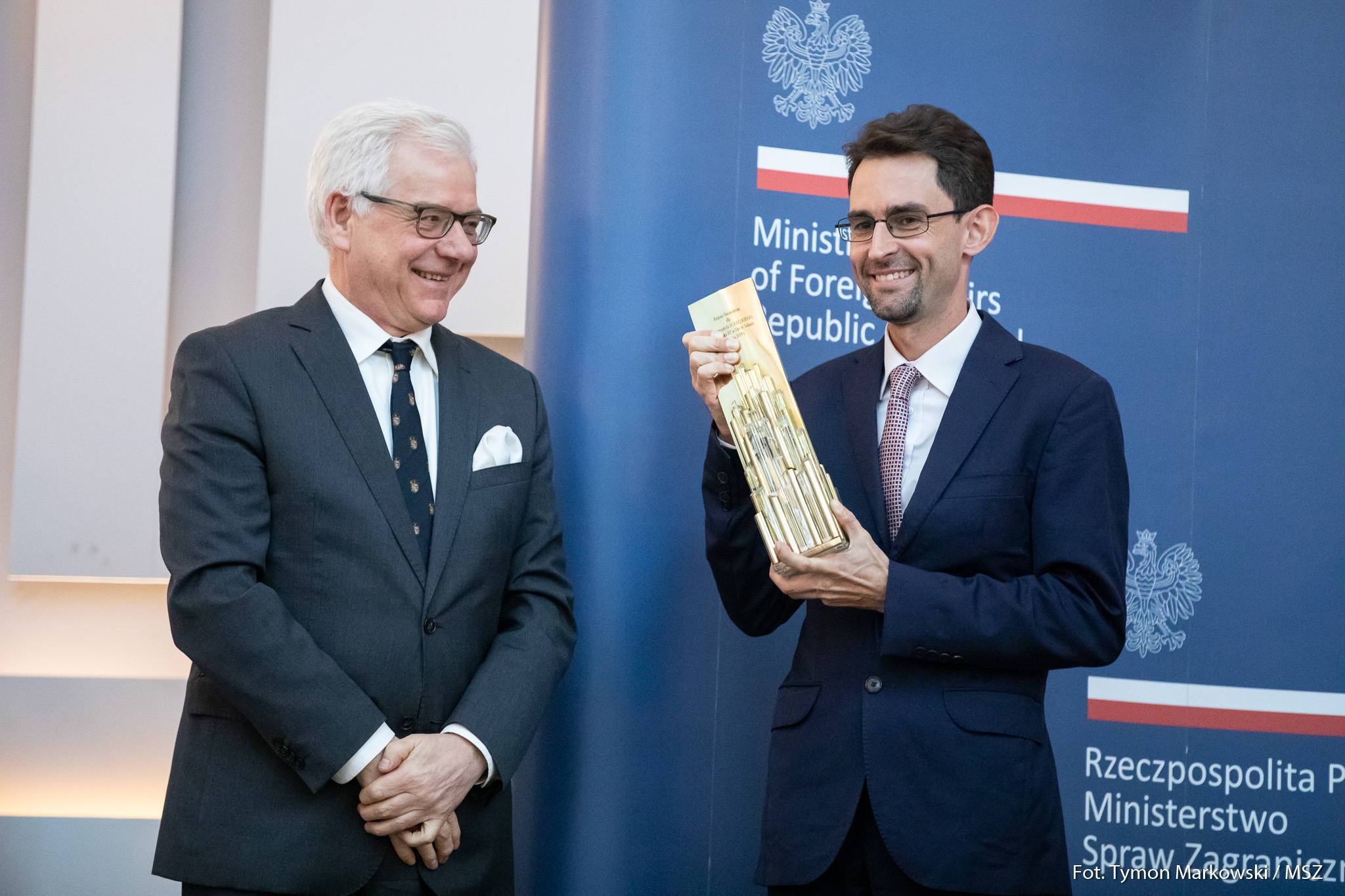
Minister Jacek Czaputowicz wręcza Krzysztofowi Buzalskiemu nagrodę Amicus Oeconomiae (2019)

Krzysztof Buzalski (ur. 1976) – polski dyplomata. Ambasador Polski w Tanzanii (2017–2024).

## Życiorys
Ukończył studia na Wydziale Prawa i Administracji Uniwersytetu Gdańskiego (2000), w Krajowej Szkole Administracji Publicznej (2004) oraz Akademii Dyplomatycznej Ministerstwa Spraw Zagranicznych (2006).
W trakcie szkolenia w Akademii Dyplomatycznej został skierowany do Ambasady i Konsulatu Generalnego RP w Londynie. Następnie, w latach 2006–2007, pracował w Departamencie Współpracy Rozwojowej MSZ, zajmując się m.in. wdrażaniem projektów rozwojowych w Afryce. W okresie 2007–2008 realizował zadania zastępcy szefa placówki w Ambasadzie RP w Dar es Salaam, odpowiadając za kwestie polityczne, rozwojowe i konsularne. W latach 2008–2009 powrócił do Departamentu Współpracy Rozwojowej, gdzie zajmował się tematyką afrykańską. Od listopada 2009 do lipca 2015 pracował w Ambasadzie RP w Addis Abebie, gdzie pełnił funkcję zastępcy szefa placówki oraz kierownika referatu polityczno-ekonomicznego, odpowiadając za współpracę z Etiopią, Dżibuti, Sudanem Południowym oraz Unią Afrykańską. Od lipca 2015 do grudnia 2017 był zatrudniony w Departamencie Afryki i Bliskiego Wschodu (DABW), początkowo na stanowisku kierownika referatu Afryki Subsaharyjskiej, a następnie – zastępcy dyrektora odpowiadającego za współpracę z Afryką Subsaharyjską i problematykę horyzontalną. 3 grudnia 2017 objął stanowisko ambasadora w Tanzanii, w reaktywowanej placówce w Dar es Salaam. Akredytowany jest także na Tanzanię, Malawi, Rwandę, Burundi i Komory. Urzędowanie zakończył w lipcu 2024. Następnie został kierownikiem referatu w DABW MSZ.
Laureat nagrody Ministra Spraw Zagranicznych Amicus Oeconomiae za 2019 za zaktywizowanie współpracy gospodarczej i inwestycyjnej pomiędzy Polską i Tanzanią, a także wspieranie inicjatyw mających na celu rozwój przedsiębiorczości w Tanzanii z udziałem polskich firm.
Posługuje się biegle językiem angielskim, a także hiszpańskim, francuskim, niemieckim oraz swahili, z którego zdał egzamin państwowy w Tanzanii. Jest żonaty, ma dwoje dzieci.